# Wacław Wycisk
Wacław Wycisk (ur. 11 lutego 1912 w Olbrachcicach, zm. 22 marca 1984 w Opolu) – polski duchowny rzymskokatolicki, biskup pomocniczy opolski w latach 1959–1984 (do 1967 formalnie gnieźnieński).

## Życiorys

### Młodość i wykształcenie
Urodził się 11 lutego 1912 w Olbrachcicach koło Białej Prudnickiej w rodzinie rolnika Wilhelma Wyciska i Agnieszki z d. Janusz. Był najstarszym z ośmiorga dzieci swoich rodziców. Został ochrzczony 15 lutego w miejscowym kościele parafialnym. Po ukończeniu szkoły powszechnej w Olbrachcicach rozpoczął naukę w gimnazjum humanistycznym w Prudniku (późniejsze I Liceum Ogólnokształcące), w którym uzyskał świadectwo dojrzałości w 1931. Następnie odbył studia filozoficzno-teologiczne na Wydziale Teologicznym Uniwersytetu Wrocławskiego (semestr letni 1932 spędził na Wydziale Teologicznym Uniwersytetu w Bonn).
Od lata 1935 przebywał w alumnacie, gdzie przygotowywał się do przyjęcia święceń kapłańskich. 6 czerwca 1936 przyjął święcenia subdiakonatu, a 2 sierpnia 1936 święcenia prezbiteratu z rąk ordynariusza
archidiecezji wrocławskiej kardynała Adolfa Bertrama.

### Prezbiter
Po otrzymaniu święceń, pracował jako wikariusz w Oleśnie (1936–1940) z pomocą w pobliskiej Wysokiej (parafia św. Mikołaja i św. Małgorzaty) i w parafii Świętej Trójcy w Bytomiu (1940–1945). Po zakończeniu II wojny światowej w 1945 został przeniesiony do Opola. 28 listopada administrator apostolski Bolesław Kominek mianował go notariuszem nowej Administracji Opolskiej. Równocześnie od 4 grudnia 1945 do 28 sierpnia 1947 pełnił obowiązki wikariusza parafii Świętych Apostołów Piotra i Pawła w Opolu oraz kapelana szpitala św. Wojciecha. Wówczas praktycznie całą administrację kurialną stanowiły dwie osoby: Wacław Wycisk i Paweł Latusek. W 1948, gdy Latusek został mianowany wikariuszem generalnym, Wyciskowi przypadła funkcja kanclerza kurii diecezjalnej.
W 1949 administrator Kominek w celu przygotowania Wyciska do sprawowania stanowiska oficjała planowanego Sądu Duchownego w Opolu, mianował go (wraz z ks. F. Hermanem) obrońcą węzła małżeńskiego dla spraw opolskich w Sądzie Duchownym w Katowicach, z zadaniem „praktycznego zorientowania się w sprawach sądowych pod kątem własnych potrzeb”. Następnie został skierowany na studia specjalistyczne z zakresu prawa kanonicznego na Katolickim Uniwersytecie Lubelskim, które skończył w 1952. Jako pracę magisterską napisał Stan prawny zakonnych placówek duszpasterskich na Śląski Opolskim w latach 1945–1950 pod kierunkiem profesora Aleksego Petraniego (obrona 24 czerwca 1952). Od lutego do czerwca 1951 był lektorem języka niemieckiego.
W trakcie studiów Wyciska prymas Stefan Wyszyński dekretem z dnia 1 sierpnia 1951 erygował Sąd Duchowny w Opolu, którego pierwszym oficjałem został mianowany Wycisk. 23 lutego 1957 biskup Franciszek Jop mianował Wyciska członkiem rady konsultorów diecezjalnych. 1 września tego samego roku został mianowany wykładowcą prawa kanonicznego w Seminarium Duchownym Śląska Opolskiego w Nysie i Opolu. Dodatkowo, w 1958 Jop mianował Wyciska egzaminatorem prosynodalnym i cenzorem ksiąg religijnych.

### Biskup

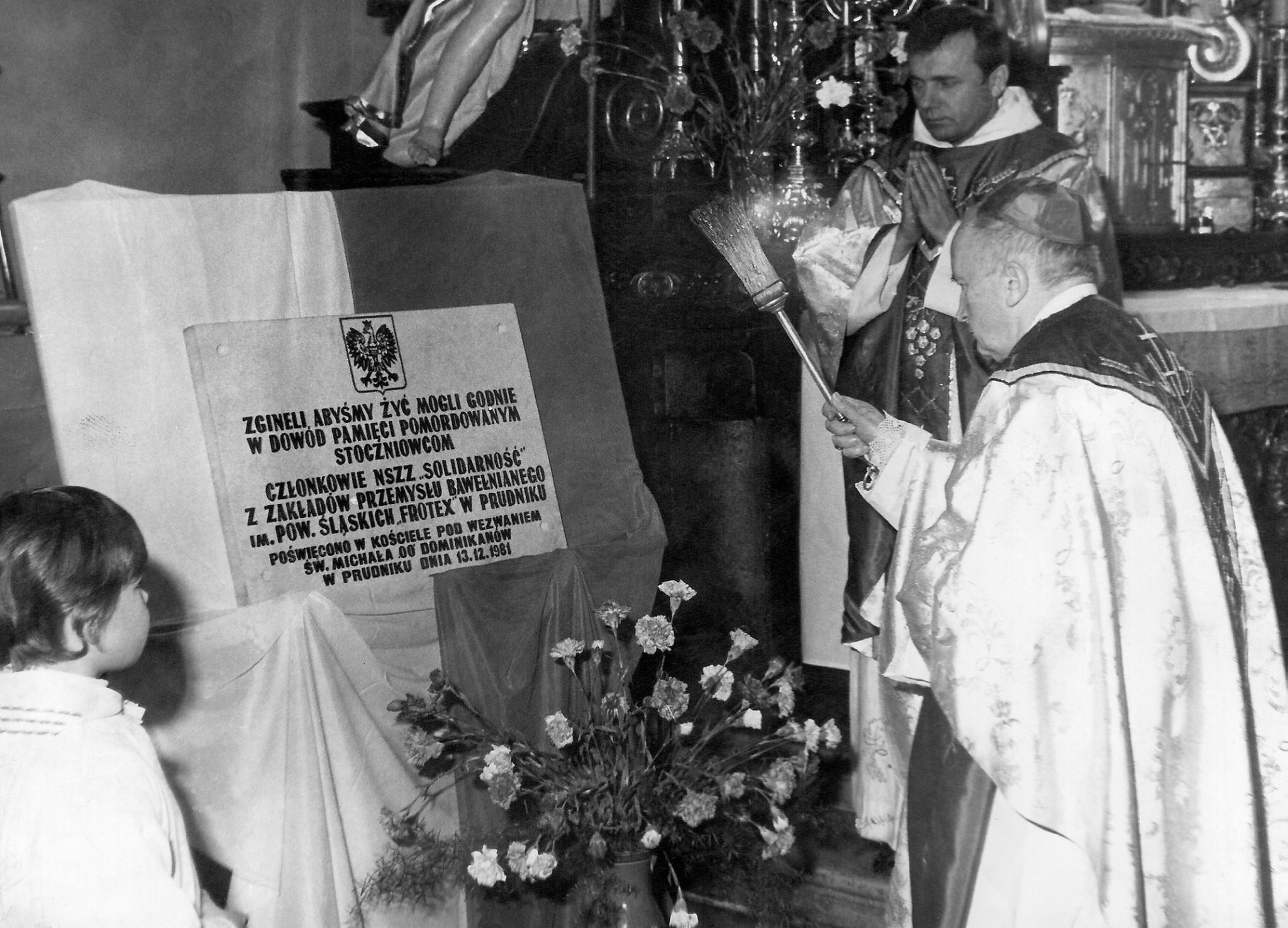
Biskup Wycisk w kościele w Prudniku podczas poświęcenia tablicy ku czci zabitych stoczniowców (1981)

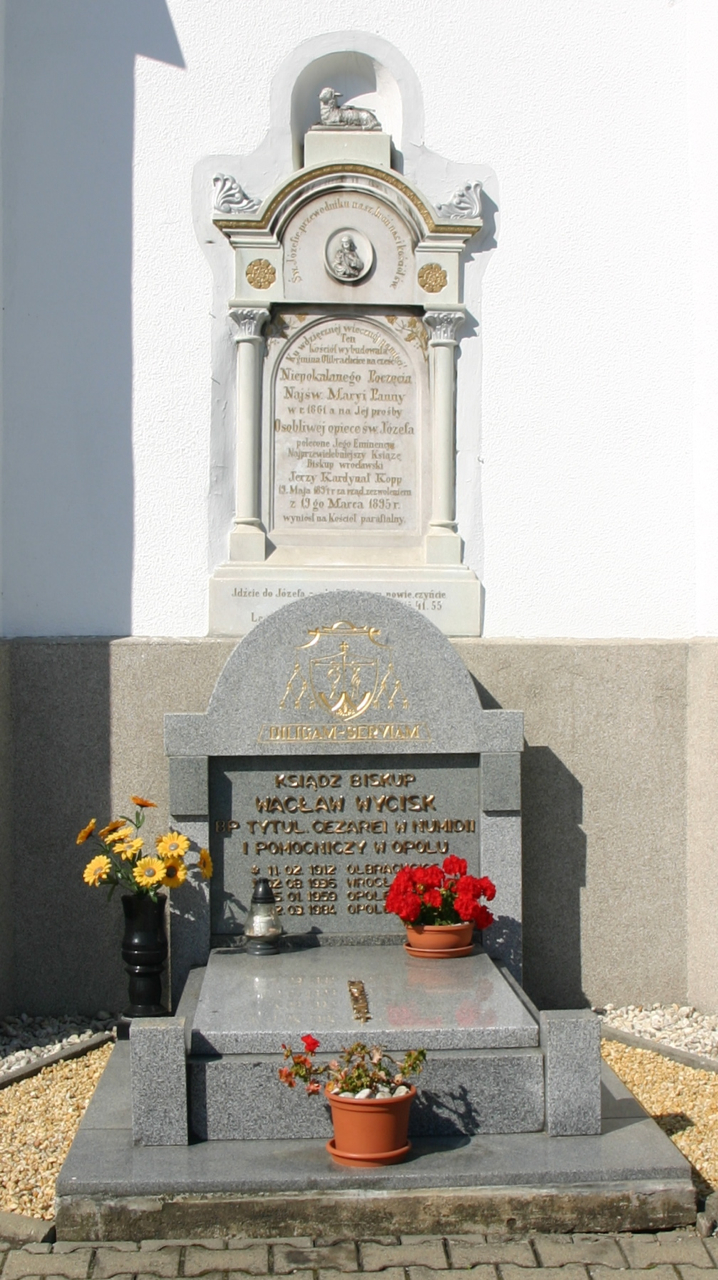
Grób Wacława Wyciska w Olbrachcicach

16 listopada 1958 został mianowany przez papieża Jana XXIII biskupem pomocniczym archidiecezji gnieźnieńskiej ze stolicą tytularną Caesarea in Numidia. Skierowano go do pracy duszpasterskiej w Opolu. Uroczystości konsekracji Wyciska – pierwszego w dziejach Opola biskupa pomocniczego miały miejsce 25 stycznia 1959 w katedrze Podwyższenia Krzyża Świętego, a dokonał ich prymas kardynał Stefan Wyszyński w asyście biskupów Bolesława Kominka i Franciszka Jopa. Wycisk brał udział w II, III i IV sesji soboru watykańskiego II w latach 1963–1965. Oficjalnie został mianowany biskupem pomocniczym diecezji opolskiej 16 października 1967. Biskup Wycisk przestał pełnić obowiązki oficjała, a został mianowany wikariuszem generalnym z pozostawieniem obowiązków w seminarium. Po śmierci biskupa Jopa 25 września 1976 został wybrany wikariuszem kapitulnym, którym był do przekazania urzędu nowemu biskupowi Alfonsowi Nossolowi 4 sierpnia 1977. Ordynariusz nadal zatwierdził go jako wikariusza generalnego, zlecając mu w kurii referat spraw zakonnych, małżeńskich i finansowych, nadto przewodniczenie Funduszu Emerytalnego Kapłanów.
W dniu wprowadzenia w Polsce stanu wojennego 13 grudnia 1981, mimo zakazu zgromadzeń w kościele św. Michała Archanioła w Prudniku biskup Wycisk poświęcił sztandar NSZZ „Solidarność” ZPB „Frotex” i tablicę ku czci stoczniowców poległych w grudniu 1970.
Chorował na białaczkę. Zmarł 22 marca 1984 w Opolu. Zgodnie ze swoją wolą został pochowany na cmentarzu parafialnym w rodzinnych Olbrachcicach.

## Publikacje
- 1955: W sprawie tragedii małżeńskich
- 1957: Śp. Ksiądz radca Florian Sobota
- 1957: Kiedy Kościół uzupełnia brak delegacji przy zawarciu małżeństwa?
- 1958: Śp. Ksiądz radca duchowny Mikołaj Kurz
- 1964: Przemówienie wygłoszone przez Radio Watykańskie w dniu 27 listopada 1963 r. (o obrazie Jasnogórskim)
- 1967: Odezwa w sprawie procesu informacyjnego Sługi Bożego arcybiskupa ołomunieckiego A. Stojana
- 1967: Krótki żywot Sługi Bożego A. Stojana arcybiskupa ołomunieckiego
- 1973: Przemówienie na uroczystości ingresu pierwszego biskupa opolskiego F. Jopa
- 1976: Odezwa do duchowieństwa i wiernich w sprawie budowy nowych kościołów
- 1977: Przemówienie na zakończenie uroczystości pogrzebowych biskupa F. Jopa w katedrze opolskiej 29 września 1976 r.
- 1977: Odczyt z okazji 25-lecia Wyższego Seminariu Duchownego Śląska Opolskiego 5 XI 1974
- 1979: List pasterski o modlitwie
- 1980: List pasterski o rodzinie chrześcijańskiej